# 胡安·拉斐爾·莫拉·波拉斯
胡安·拉斐爾·莫拉·波拉斯（西班牙語：Juan Rafael Mora Porras，1814年2月8日—1860年9月30日）是一名哥斯大黎加政治人物，1849年至1859年擔任哥斯大黎加總統。